# Es Closos de Can Gayà
Es Closos de Can Gayà bezeichnet die Ausgrabungsstätte einer prähistorischen Siedlung auf der spanischen Baleareninsel Mallorca. Sie befindet sich nahe der Ostküste der Insel im Gemeindegebiet von Felanitx in der Region (Comarca) Llevant. Die Nutzung der bronzezeitlichen naviformen Bauwerke und ihrer Anbauten wird in den Zeitraum von 1700 bis 900/800 v. Chr. datiert.

## Lage
Die archäologische Fundstätte es Closos de Can Gayà liegt am westlichen Ortsrand von Portocolom, nördlich der Carrer del Vapor Santueri, der Verbindungsstraße von der Landstraße MA-4012 im Westen zum Hafen des Ortes an der Badia de Portocolom (‚Bucht von Portocolom‘). Die Entfernung der auf etwa 40 Meter Höhe gelegenen prähistorischen Siedlung zur Bucht an der Ostküste Mallorcas beträgt ungefähr 1,3 Kilometer. In einer Entfernung von 600 Metern südlich der Siedlung befindet sich das Bachbett des Torrent des Caló d’en Marçal, der an der namensgebenden kleinen Bucht südlich von Portocolom ins Meer mündet.

## Forschungsgeschichte
Es Closos de Can Gayà wurde erstmals 1920 von Miquel Bordoy in seiner Historia de Felanitx (‚Geschichte von Felanitx‘) erwähnt. Der Bau der Straße zwischen Portocolom und S’Horta führte 1965 zur Zerstörung einiger Gebäudereste der prähistorischen Siedlung. Im Jahr 1967 erstellten Roussillon Bordoy und Otto-Herman Frey eine Planimetrie des Geländes. Seit 1996 wurde die archäologische Stätte im Rahmen des Projekts Closos der Universitat de les Illes Balears in Kooperation mit dem Grupo de Recerca Arqueobalear unter der Leitung von Bartomeu Salvà und Manel Calvo untersucht. In jährlichen Grabungskampagnen wurden dabei bisher die archäologischen Bereiche I und II der prähistorischen Siedlung ausgegraben und danach zum Teil restauriert.
Nach den Untersuchungen wurde die Siedlung von es Closos de Can Gayà zu Beginn der Bronzezeit auf den Balearen um 1700 v. Chr. errichtet. Einige Teile, wie der Bereich II, entstanden erst nach 1400 v. Chr. Die Siedlung war bis etwa 850 v. Chr., dem Beginn des Talayotikums, ununterbrochen bewohnt. Die Gebäudestrukturen weisen Umbauten auf und aus den Ausgrabungen kann auf Nutzungsänderungen geschlossen werden.

## Beschreibung

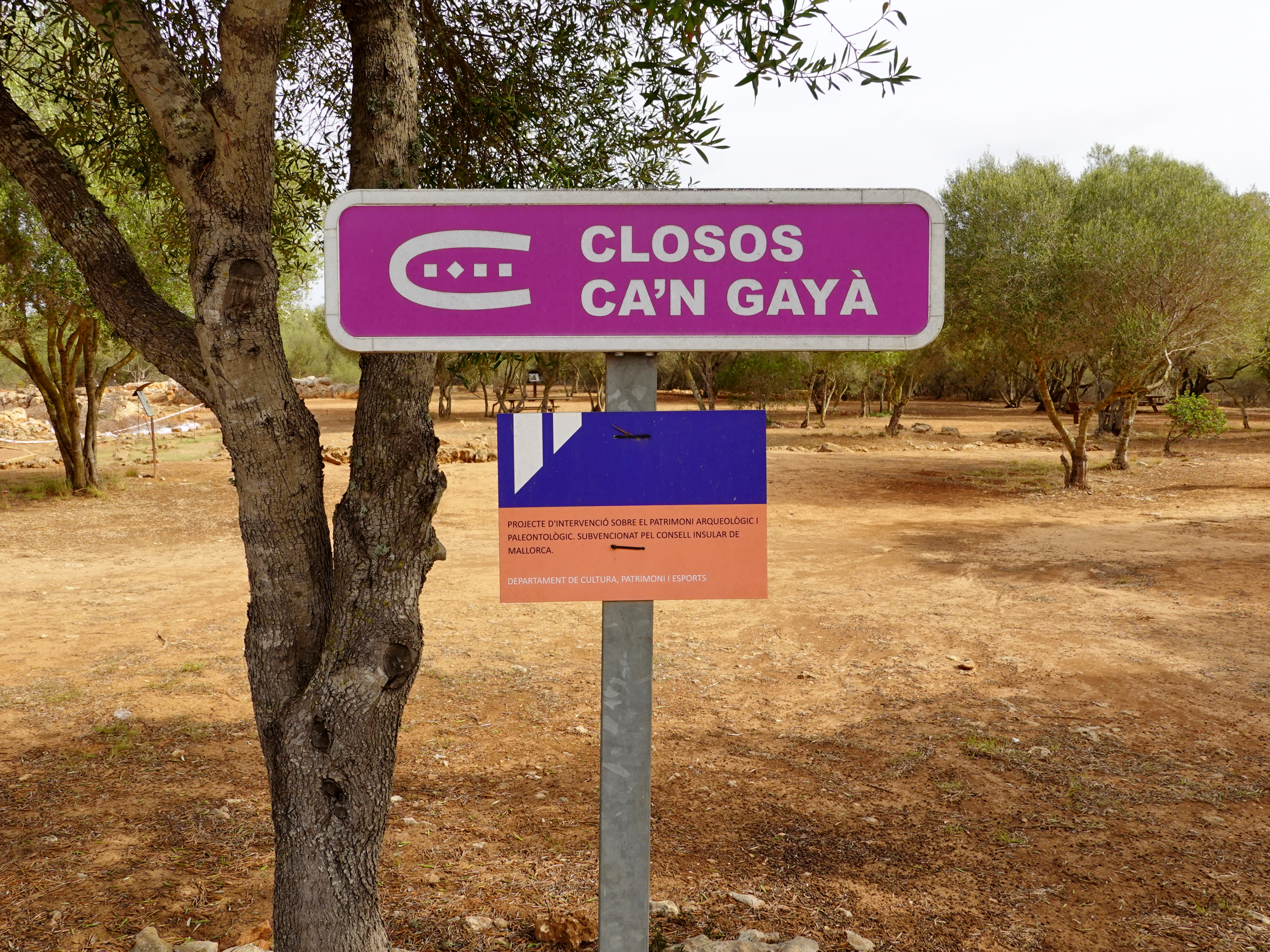
Hinweisschild an der Straße

Die prähistorische Siedlung von es Closos de Can Gayà nimmt eine Fläche von ungefähr 170 × 100 Metern ein. Das Gelände ist von der Straße frei zugänglich und wird im Westen, Norden und Osten von Trockenmauern eingefasst. Die naviformen Strukturen und deren Anbauten sind unregelmäßig angeordnet und befinden sich in gewissen Abständen zueinander. Insgesamt sind noch neun schiffsförmige Gebäudeanlagen mit ähnlicher Orientierung identifizierbar. Die bisherigen Ausgrabungen konzentrierten sich auf den östlichen Bereich der Siedlungsreste. Sie sind für Besucher mit Tafeln versehen, auf denen die einzelnen Strukturen beschrieben werden.

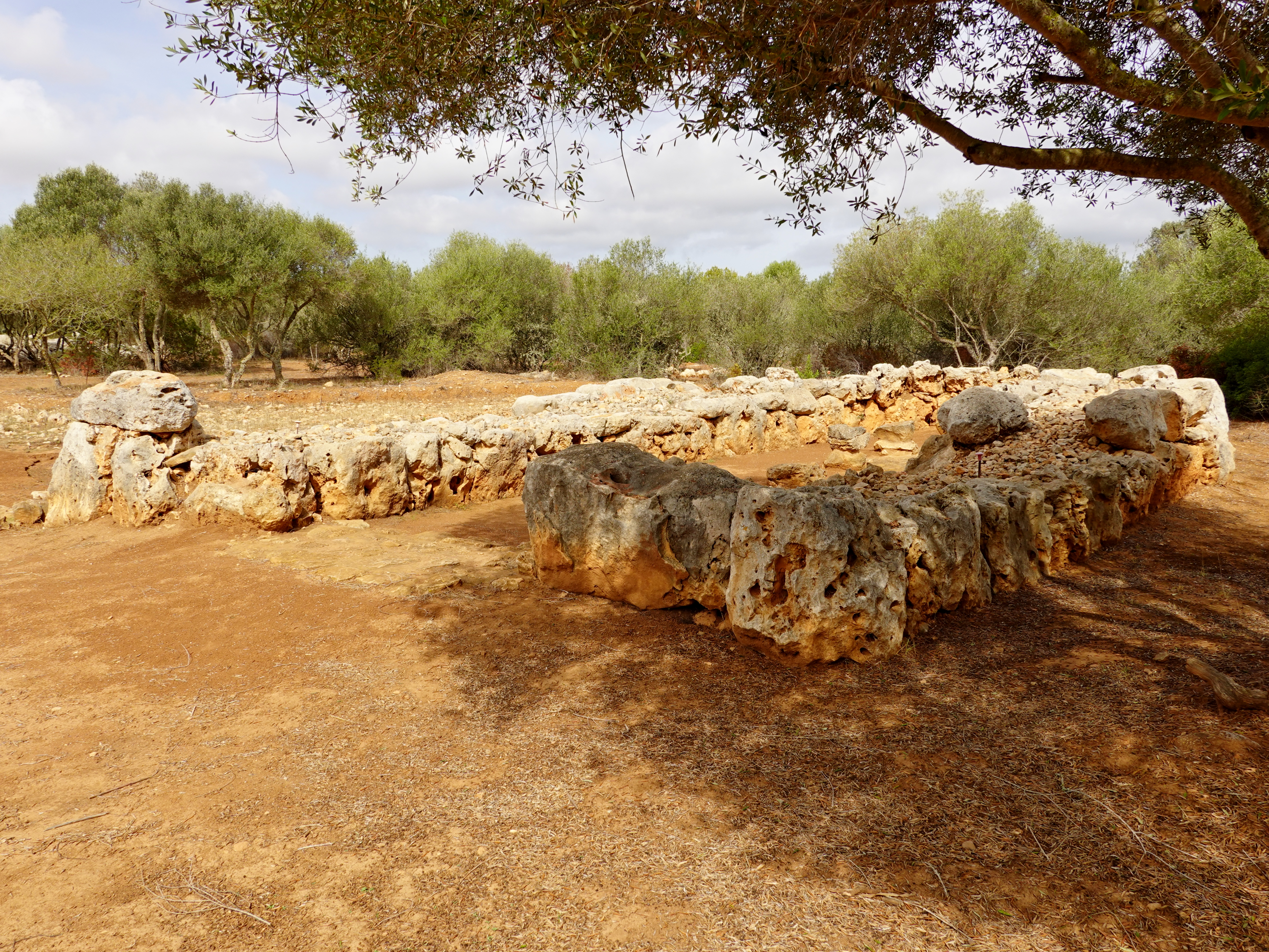
Naviforme I

Der in den Grabungskampagnen von 1996 bis 2000 untersuchte Bereich I der Ausgrabungsstätte wird von der Naviforme I gebildet. Die 16 Meter lange und 7 Meter breite schiffsförmige Struktur besteht aus 2 bis 3 Meter breiten Wänden, die eine Höhe von 1,5 Meter nicht überschreiten. Das dreigliedrige Zyklopenmauerwerk besteht an der Außenseite aus großen polygonalen Orthostaten, die als Trockenmauer auf dem Boden verlegt sind. Die Innenwände bilden kleinere, besser bearbeitete Steine, die mit noch kleineren Steinen ausgekleidet wurden. Der Zwischenraum zwischen den Außen- und Innenwänden ist mit Bruchsteinen verfüllt.
Im Innenraum der Naviforme I sind fünf Pfeilerbasen erhalten. Der Boden ist teilweise mit unregelmäßigen kleinen Platten gepflastert. Der Eingangsbereich mit der Öffnung nach Südsüdost ist mit einer gleichartigen Bodenpflasterung versehen. Funde in den Ausgrabungsschichten führten zu der Ansicht, dass das Dach aus Olivenästen und -zweigen bestand, die mit Lehm abgedichtet waren. Nach Abschluss der Ausgrabungen wurden die Gebäudereste 2001 im Inneren konsolidiert und restauriert. Weitere Sanierungsarbeiten erfolgten in den Jahren 2007 und 2010.

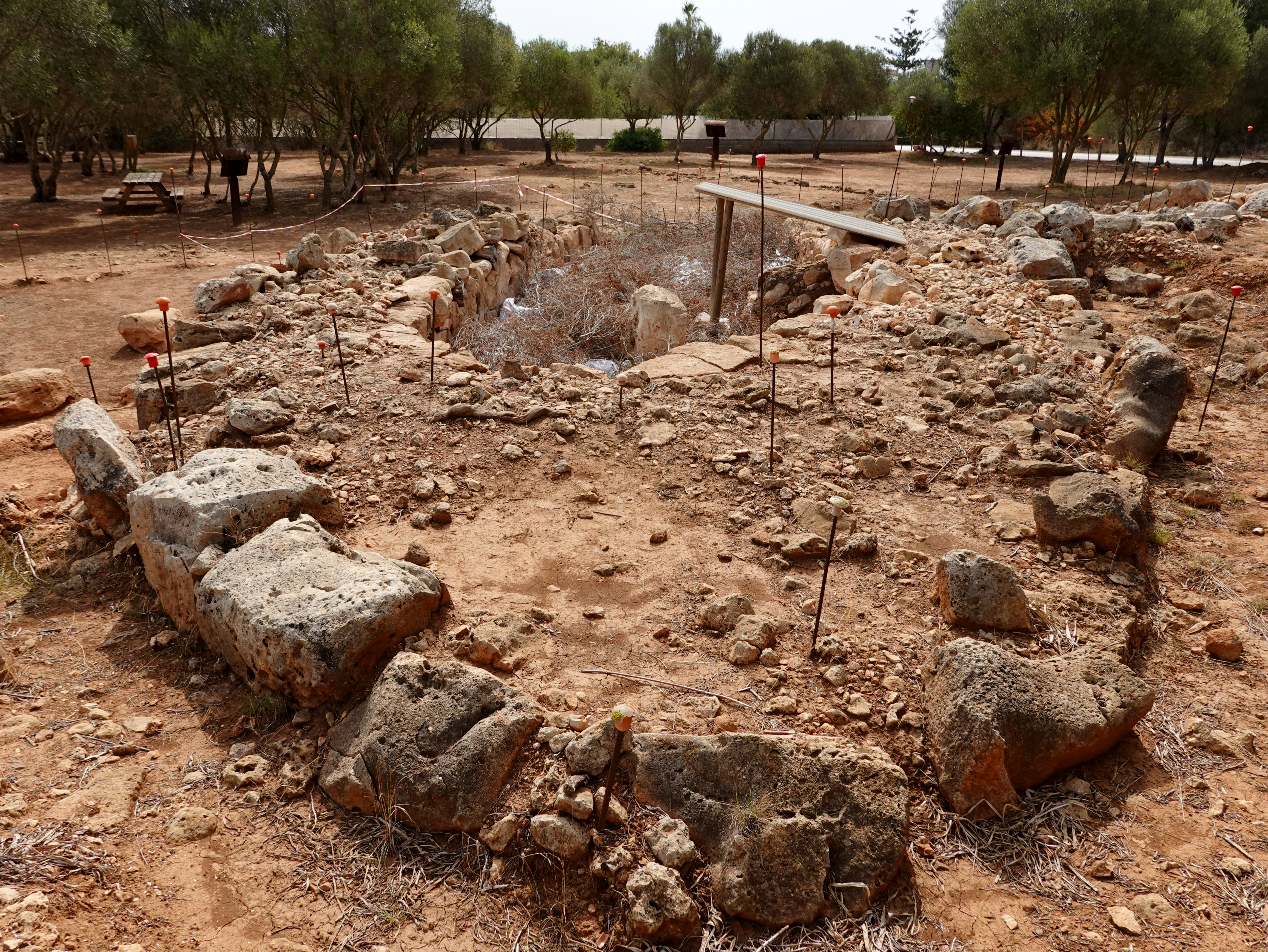
Naviforme II

Der Bereich II der Ausgrabungsstätte besteht aus der 16,3 Meter langen und 3,2 Meter breiten Naviforme II, mit einem Innenraum von 13,2 Meter Länge, sowie vier nach Südwesten angebauten Strukturen. Die Naviforme II wurde erstmals 1967 von Roussillon Bordoy und Otto-Herman Frey vermessen und gezeichnet. Der Wandaufbau des Gebäudes gleicht dem der Naviforme I. Das interessanteste Element der Struktur ist eine gemauerte Feuerstelle (auch Kamin). Sie war bis ins 8. Jahrhundert v. Chr. in Gebrauch. Südlich schloss sich eine etwa 30 Meter lange Mauer an die Naviforme II an. Sie bildete die Nordwestwand der Räume IIA bis IID, die in den Kampagnen von 1998 bis 2002 ausgegraben wurden.
Die etwas über 1 Meter breite und mehr als 4 Meter lange Kammer IIA wurde 1965 beim Bau der Straße teilweise zerstört. Sie besteht aus zwei Reihen großer orthostatischer Platten. Die Verwendung der Kammer ist nicht bekannt, sie diente möglicherweise ursprünglich als Lager. In der letzten Nutzungsphase diente sie als Abfalldeponie. Nordöstlich schließen sich die Räume IIB und IIC an. Es wird vermutet, dass es sich um gemeinschaftliche Arbeitsbereiche handelte, da in Raum IIB eine große Anzahl von Mörsern und in Raum IIC viele Mühlen gefunden wurden. Der Raum IID stellt die Verbindung von Raum IIC zur Naviforme II dar.

Räume des Bereichs II der prähistorischen Siedlung
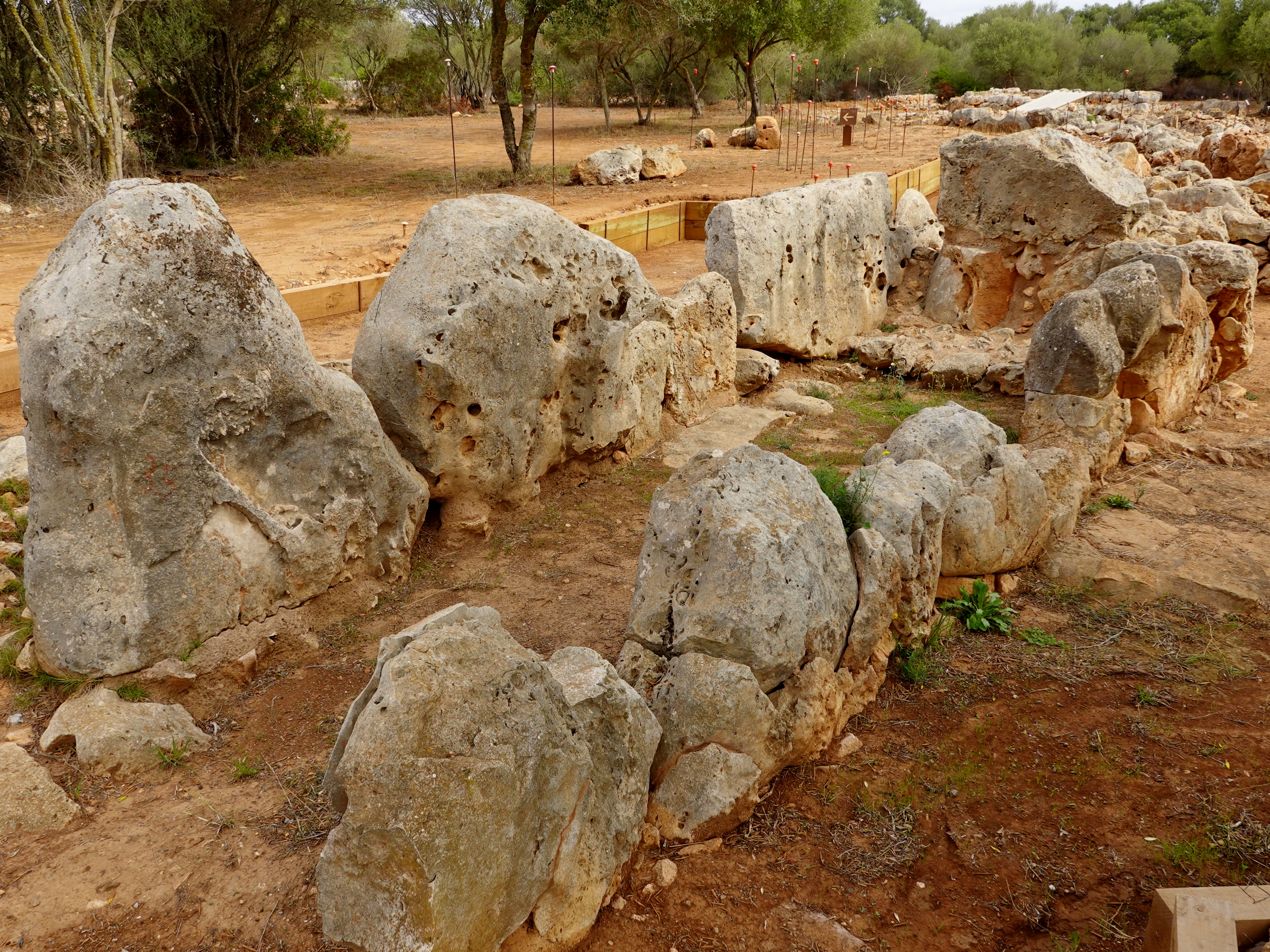
Kammer IIA
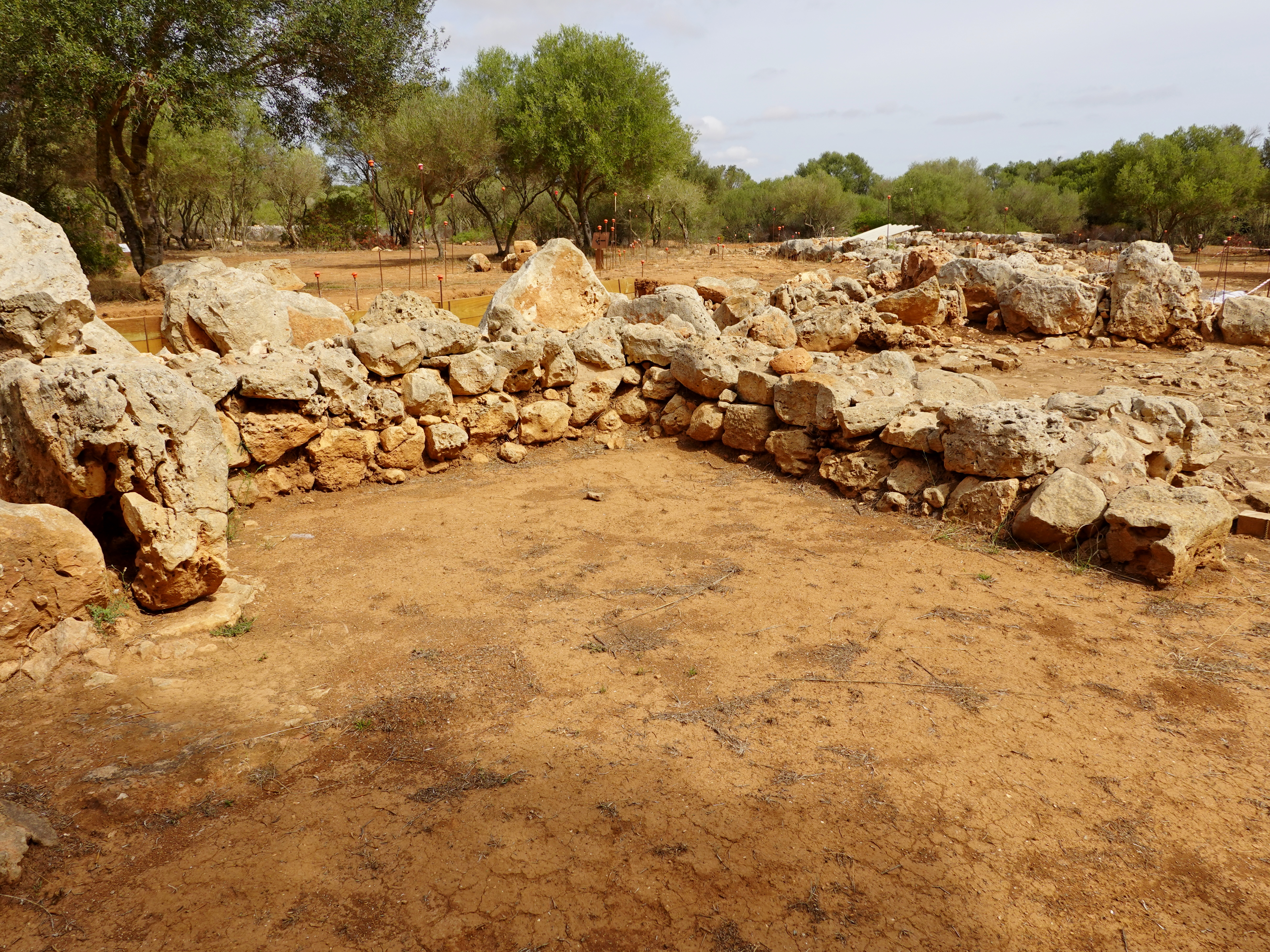
Raum IIB
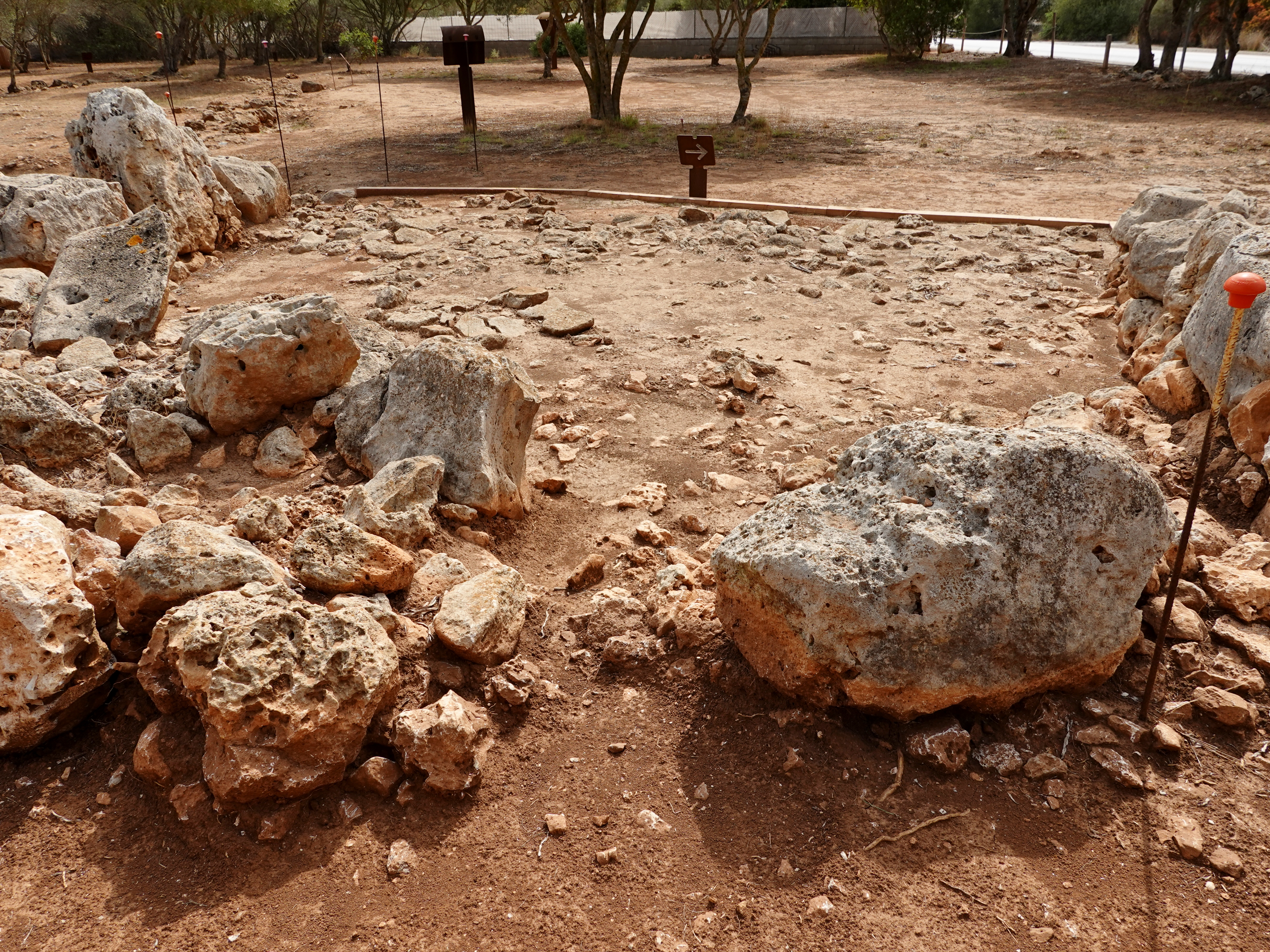
Raum IIC
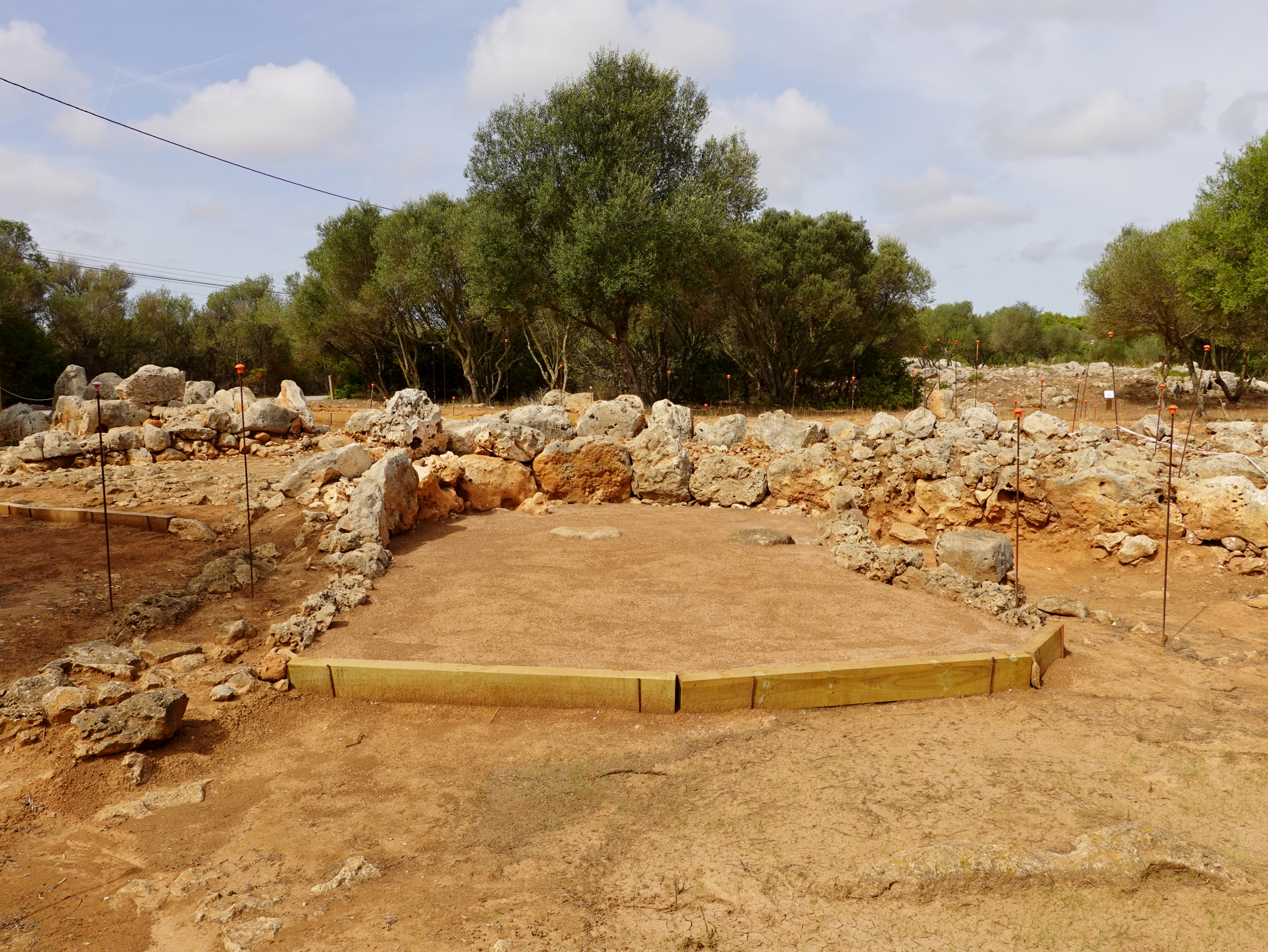
Raum IID

Der archäologische Bereich III befindet sich etwa 30 Meter nordwestlich des Bereichs II der prähistorischen Siedlung. Er wurde, wie auch die folgenden Bereiche IV und V, bisher nicht ausgegraben. Es handelt sich um eine großflächige Struktur von 17,5 Meter Länge und 20,7 Meter Breite. Roussillon Bordoy und Otto-Herman Frey beschrieben sie in den 1960er Jahren als wahrscheinliche Dreikammer-Naviforme. Weitere 20 Meter westlich besteht der archäologische Bereich IV aus einer 13,4 Meter langen und 7,5 Meter breiten Naviforme-Struktur. Der Innenraum ist 10,25 Meter lang und 4,0 Meter breit. Die Wände sind bis zu einer Höhe von über einem Meter erhalten.

Verschiedene archäologische Bereiche der prähistorischen Siedlung
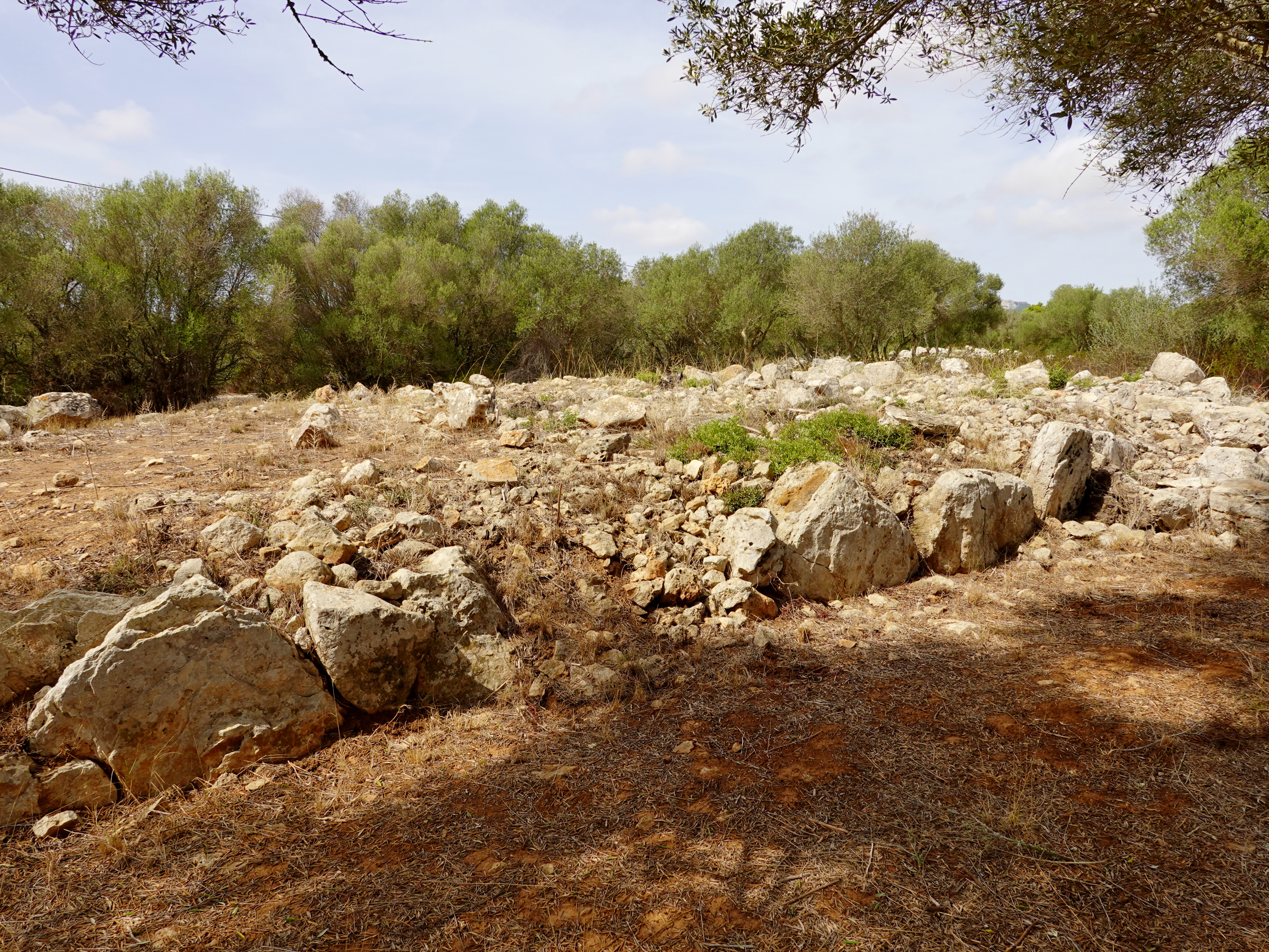
Dreikammer-Naviforme des Bereichs III
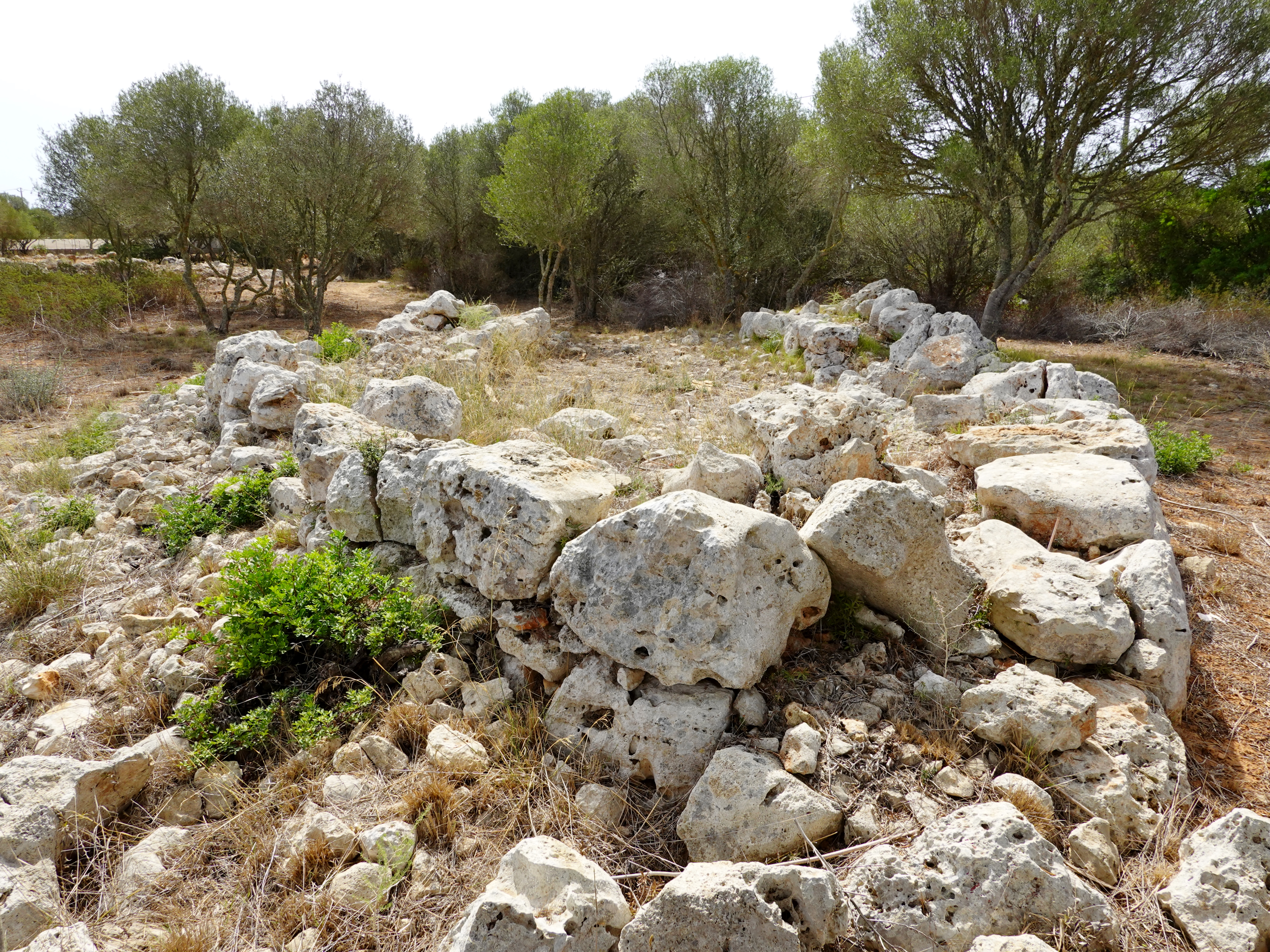
Naviforme des Bereichs IV
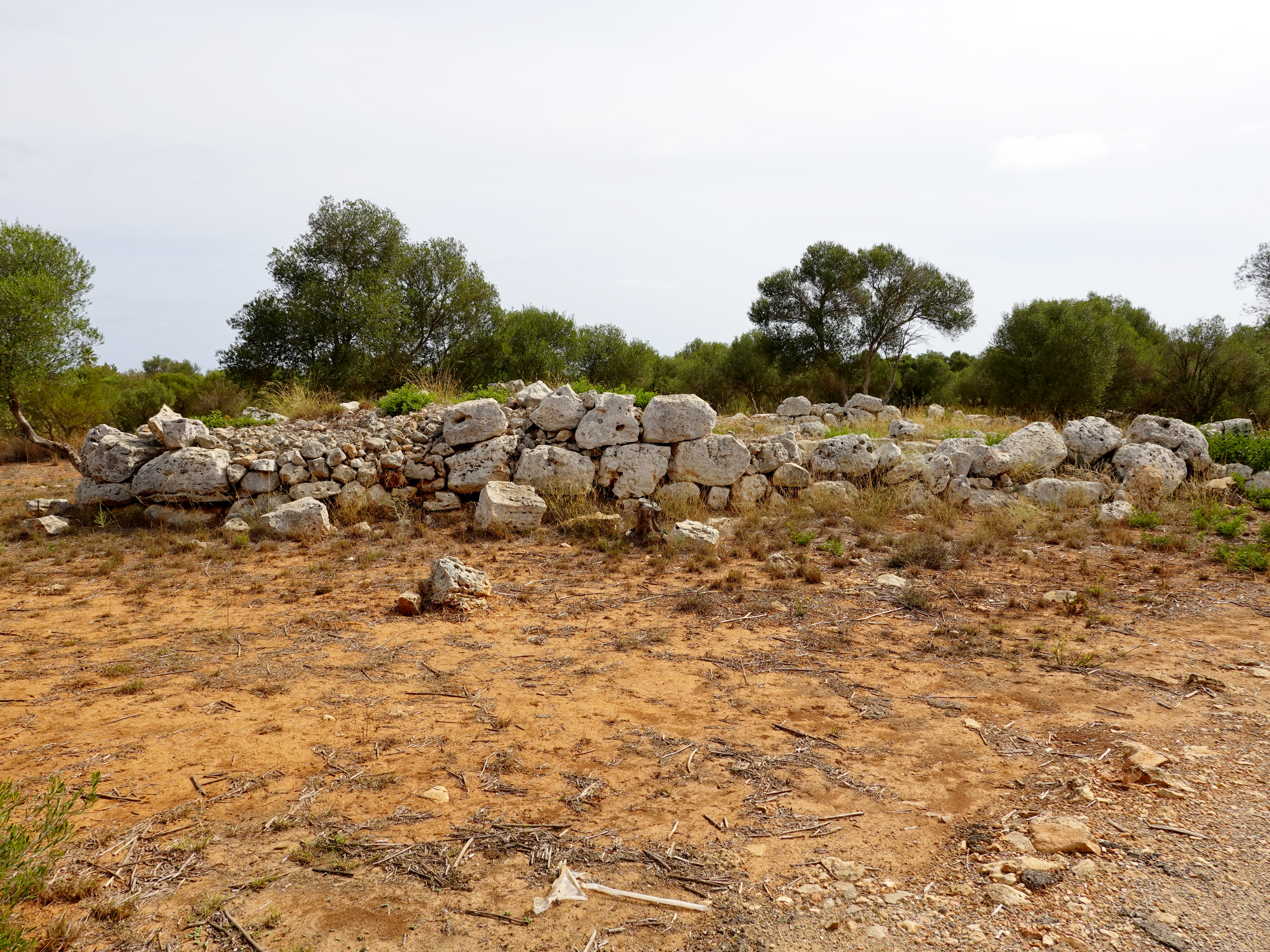
Doppelkammer-Naviforme des Bereichs V
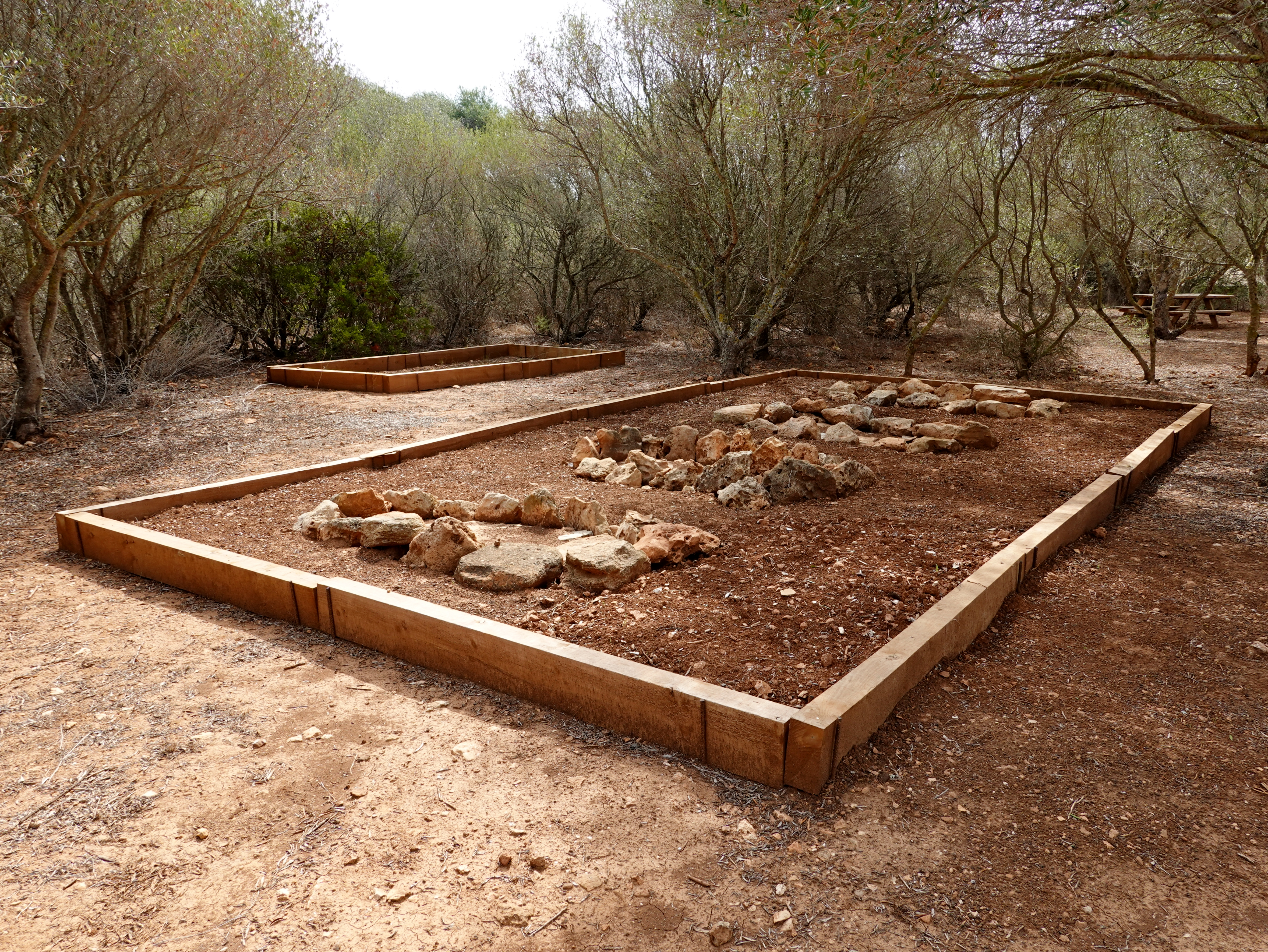
Gräber neben dem Bereich I

Direkt an der Straße, etwa 15 Meter westlich des Bereichs IV, bildet eine Doppelkammer-Naviforme den archäologischen Bereich V, der ebenfalls schon 1966 von Roussillon Bordoy und Otto H. Frey beschrieben wurde. Die Doppelkammer-Naviforme ist 22,5 Meter lang und 14,0 Meter breit, die beiden Kammern messen 12,7 × 6,7 Meter. Die Überreste überschreiten an einigen Stellen eine Höhe von zwei Meter. Ein Teil der Fassade wurde Anfang der 1990er Jahre beim Bau eines Bewässerungsgrabens zerstört. Die Bereiche VI bis XIII bieten nur wenig Informationen, da sie stark zerstört oder sehr klein sind. Neben den nummerierten archäologischen Bereichen gibt es schließlich 15 Meter südöstlich des Bereiches I noch vier Gräber, die bereits untersucht wurden.